# Le roi s'amuse
Pour les articles homonymes, voir Le roi s'amuse (film, 1941).

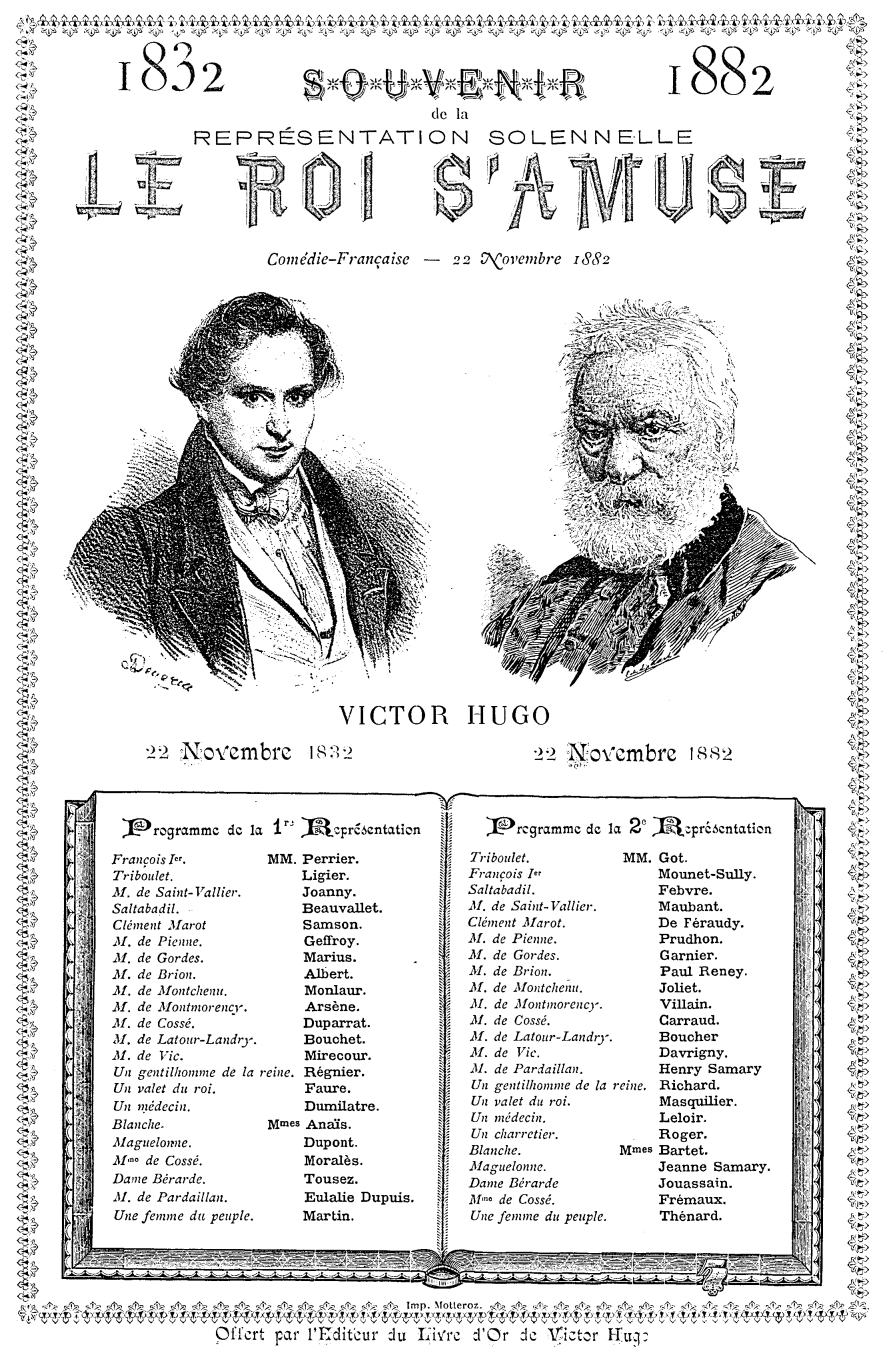
Cinquantenaire du Roi s'amuse
à la Comédie-Française
le 22 novembre 1882.

Le roi s'amuse est un drame romantique en cinq actes et en vers de Victor Hugo, représenté pour la première fois à Paris, le 22 novembre 1832 à la Comédie-Française.
Le héros principal en est le bouffon Triboulet, personnage historique sous les règnes de Louis XII et de François Ier. À travers la bouche de Triboulet, Hugo dénonce la société de l'époque.

## Polémique
Hugo écrit Le roi s'amuse du 3 au 21 juin 1832. Une lecture privée eut lieu chez Hugo le 30 juin 1832 qui laissa les auditeurs sceptiques.
Malgré la présence au cours de la première représentation de spectateurs triés sur le volet (banquiers, hommes de salons littéraires, artistes, écrivains) et un premier acte ovationné, la pièce fut très mal accueillie et fut un échec retentissant. Elle fut même interdite dès le lendemain, tant la critique de la monarchie et de la noblesse était sensible.
Trois jours plus tard (26 novembre), Victor Hugo adressera la lettre suivante au rédacteur en chef du National : « Monsieur, Je suis averti qu'une partie de la généreuse jeunesse des écoles et des ateliers a le projet de se rendre ce soir ou demain au Théâtre français pour y réclamer Le roi s'amuse et pour protester hautement contre l'acte d'arbitraire inouï dont cet ouvrage est frappé. Je crois, Monsieur, qu'il est d'autres moyens d'arriver au châtiment de cette mesure illégale, je les emploierai. Permettez-moi donc d'emprunter dans cette occasion l'organe de votre journal pour supplier les amis de la liberté de l'art et de la pensée de s'abstenir d'une démonstration violente qui aboutirait peut-être à l'émeute que le gouvernement cherche à se procurer depuis si longtemps. Agréez, Monsieur, l'assurance de ma considération distinguée. Victor Hugo 26 novembre 1832 » (collection particulière).
Dans la préface à l'édition originale de 1832 (Paris, Librairie d'Eugène Renduel), Hugo dénonce la censure qu'il a subie de la part de la monarchie et de la noblesse dans les termes suivants : « L'apparition de ce drame au théâtre a donné lieu à un acte ministériel inouï. Le lendemain de la première représentation, l'auteur reçut de M. Jouslin de la Salle, directeur de la Scène au Théâtre-Français, le billet suivant, dont il conserve précieusement l'original : « Il est dix heures et demie et je reçois à l'instant l'ordre de suspendre les représentations du Roi s'amuse. C'est M. Taylor qui me communique cet ordre de la part du ministre. Ce 23 novembre ». »
Hugo intente un procès à la Comédie-Française : en effet, la censure ayant été abolie après la révolution de Juillet, le théâtre n'a pas à se soumettre à une interdiction illégale. Tel est le motif invoqué par Hugo. Le procès a lieu le 10 décembre 1832 devant le Tribunal de Commerce. Il est défendu par Odilon Barrot, mais Hugo lui-même fait cette déclaration qui s'avèrera par la suite telle une intuition prophétique : « Aujourd'hui on me fait prendre ma liberté de poète par un censeur, demain on me fera prendre ma liberté de citoyen par un gendarme ; aujourd'hui on me bannit du théâtre, demain on me bannira du pays ; aujourd'hui on me bâillonne, demain on me déportera ». Le tribunal de Commerce se déclarera incompétent et Hugo renoncera à faire appel devant la Cour royale.
Le roi s'amuse, pièce maudite, n'est reprise qu'en 1882 pour les quatre-vingts ans du poète, et elle ne convainc absolument pas.
La pièce a inspiré l'opéra Rigoletto  de Giuseppe Verdi, dont le livret, rédigé par Francesco Maria Piave,  suit de très près la pièce en transposant les événements dans le duché de Mantoue pour échapper à la censure. Le paradoxe fut que l'opéra devint célèbre, bien qu'inspiré d'une pièce de théâtre restée elle quasiment inconnue.
Le réalisateur italien Mario Bonnard a porté la pièce à l'écran en 1941, avec Michel Simon dans le rôle de Triboulet.

## Contenu de la pièce de théâtre
Triboulet est tout le contraire d'un héros ordinaire : c'est un bouffon de cour, difforme, un être cruel qui encourage François Ier aux pires débauches. Il est ridicule, narcissique et veut tuer le roi. Il présente des qualités anti héroïques. Il est à la fois un monstre mais aussi un homme aux sentiments admirables. En effet, le choix de la mise en scène, notamment une atmosphère inquiétante, révèle les sentiments de désespoir et de colère de Triboulet : il veut venger sa fille ; il fait preuve d'amour paternel. Triboulet est un être double, comme le souligne cette exclamation paradoxale : « Jouis, vil bouffon, dans ta fierté profonde ». Victor Hugo donne naissance à un héros tragique, loin du héros traditionnel et qui allie en un seul personnage les deux aspects du drame romantique : le grotesque et le sublime.

Triboulet lance aux courtisans cette apostrophe :

« Vos mères aux laquais se sont prostituées : / Vous êtes tous bâtards »

Ces vers pouvaient viser la conduite, qui était loin d'être irréprochable, de la propre mère de Louis-Philippe.